# Berisina caliginosa
Berisina caliginosa är en tvåvingeart som först beskrevs av Miller 1917.  Berisina caliginosa ingår i släktet Berisina och familjen vapenflugor. Inga underarter finns listade i Catalogue of Life.